# 8883 Miyazakihayao
8883 Miyazakihayao è un asteroide della fascia principale. Scoperto nel 1994, presenta un'orbita caratterizzata da un semiasse maggiore pari a 2,2736028 UA e da un'eccentricità di 0,0224952, inclinata di 2,47040° rispetto all'eclittica.